# 朱運昌
朱運昌（1559年—1603年），字允升，號慕川，雲南雲南前衛軍籍直隸鎮江府丹徒縣人，明朝政治人物。萬曆庚辰進士，官至福建巡撫。

## 生平
萬曆七年己卯科雲南鄉試第十八名，萬曆八年（1580年）庚辰科會試第二百十七名，登三甲第一百九十一名進士。兵部觀政，九年初授大理寺评事，十一年升寺副，十二年升刑部员外郎，十三年累官刑部郎中，差四川恤刑。十七年十月升四川按察司川東道副使，二十年九月升本省左参政，二十三年九月升广西按察使，二十六年八月升福建右布政使，轉左布政。萬曆二十九年（1601年）二月升任福建巡撫右佥都御史，三十一年卒于任上。

## 家族
曾祖朱倫；祖父朱朝卿；父朱良佐。母高氏。永感下。弟朱運泰。